# Arimaspos

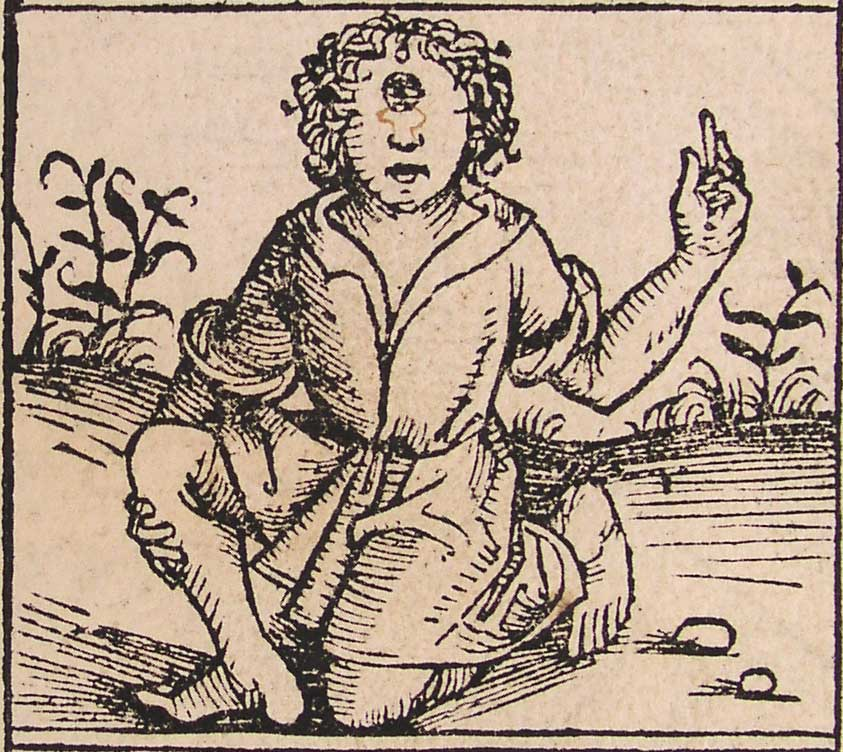
Ilustração da Crônica de Nuremberg (1493)

Arimaspos (Arimaspi), na mitologia grega, eram um povo guerreiro da Ásia, cujos membros eram caolhos.